# Козбаненко, Виктор Анатольевич
Ви́ктор Анато́льевич Козбане́нко (род. 25 июня 1966) — российский историк и правовед, специалист в области исследования проблем государственного управления (в том числе в социальной сфере, государственной службы, административной реформы). Кандидат исторических наук, доктор юридических наук, профессор. Действительный государственный советник Российской Федерации 2 класса, в прошлом — ректор Государственного университета управления.

## Биография
Родился 25 июня 1966 года в Мелитополе Запорожской области Украинской ССР.
В 1988 окончил Ростовский институт инженеров железнодорожного транспорта.
В 1991 окончил Институт молодёжи ЦК ВЛКСМ и Госкомтруда СССР.
1988—1989 — заместитель секретаря комитета комсомола Ростовского института инженеров железнодорожного транспорта (Ростов-на-Дону).
1989—1991 — слушатель факультета переподготовки кадров Института молодежи ЦК ВЛКСМ и Госкомтруда СССР (Москва).
1991—1993 — аспирант Института молодёжи (Москва).
1993—1996 — заместитель директора ТОО «СерВик» (Москва).
1996—2003 — доцент Государственного университета управления.
2003—2004 — доцент, профессор Московского государственного института международных отношений.
2004—2005 — советник Управления Президента Российской Федерации по вопросам государственной службы Администрации Президента Российской Федерации.
2005 — 23.07.2008 — заместитель директора Департамента трудовых отношений и государственной гражданской службы Министерства здравоохранения и социального развития Российской Федерации.
С 2008 — директор Департамента государственной службы Министерства здравоохранения и социального развития Российской Федерации; заведующий кафедрой государственно-правовых дисциплин Финансового университета при Правительстве Российской Федерации.
08.02.2011 — назначен Министерством образования и науки РФ на должность и. о. ректора Государственного университета управления.
С 12.07.2011 — ректор Государственного университета управления.
11 марта 2013 года В. А. Козбаненко уволен с поста ректора ГУУ приказом министра образования РФ.
С 2018 года — заведующий кафедрой административного и финансового права Всероссийского государственного университета юстиции

## Уголовное дело
7 марта 2013 года задержан с поличным при получении взятки, Следственным комитетом РФ возбуждено уголовное дело в отношении трёх лиц, включая В. А. Козбаненко.
19 июня 2017 Преображенским районным судом города Москвы вынесен оправдательный приговор в отношении Козбаненко В. А.
15 марта 2018 Московский городской суд оставил в силе оправдательный приговор, вынесенный Преображенским районным судом города Москвы. 
В апреле 2022 года Козбаненко взыскал с Министерства финансов за незаконное уголовное преследование 6 миллионов рублей в качестве компенсации.

## Публикации
Автор более 100 научных и учебно-методических трудов, в том числе 6 монографий.
Под научной редакцией В. А. Козбаненко вышел комментарий к Федеральному закону от 27.07.2004 № 79-ФЗ «О государственной гражданской службе Российской Федерации» (председатель редакционного совета Д. А. Медведев).
В. А. Козбаненко — соавтор и редактор учебников с грифом Минобразования России: «Государственное управление: основы теории и организации» (2 издания), «Правовое обеспечение государственного управления», «Правоведение» (3 издания).

## Награды и звания
- Почетный работник высшего профессионального образования Российской Федерации
- Лауреат Премии Правительства Российской Федерации в области образования.
- Действительный государственный советник Российской Федерации 2 класса
- Почетная грамота Правительства Российской Федерации
- Знак Министерства здравоохранения и социального развития Российской Федерации «Отличник социально-трудовой сферы»
- Почетные грамоты, благодарности ряда федеральных государственных органов

## Источник
- Официальный сайт Государственного университета управления. Архивировано 12 мая 2012 года.